# Регион
Регио́н (лат. regio — «страна», «область») — слово (термин, в отдельных науках), используемое для обозначения участка суши или воды, который можно отделить от другого участка (например, того, внутри которого он находится) по ряду определённых критериев.
Регион, как и страна (край, земля) — многозначное слово. Он может обозначать различные сущности в различных отраслях, а в пределах одной отрасли может по-разному именоваться. Соответственно, если говорить о классификации регионов, то можно выделить «географический, политический, социально-экономический, экологический, информационный, цивилизационный и другие подходы». В целом же, учёные подразделяют регионы на две большие группы: однородные и функциональные. Также «регион» используется в значении территориальной единицы государства. В России — как общее название субъекта Федерации. Каждый регион обладает уникальным географическим положением. Также есть понятия официальный и неофициальный регион, различающиеся тем, что название одного из них официально закреплено в юридических документах того или иного государства.

## В разных дисциплинах науки

### Физическая география
В физической географии регион — это район, большой участок суши, часть земной поверхности со специальными физико-географическими параметрами, географическая единица, определяемая географическими рубежами.

### Общественная география
В социально-экономической географии трактовка подразумевает под регионом часть территории, где существует система связи между хозяйственными субъектами, подсистему всего социально-экономического комплекса страны (края, земли), сложный территориально-экономический комплекс со своей структурой связи с внешней и внутренней средой.

### Политическая география
В политической географии регион — это социально-территориальная общность, то есть совокупность социальных, экономических, политических факторов развития определенной территории. Характеристики такого региона: этнический состав населения, трудовые ресурсы, социальная инфраструктура, социально-психологический климат, политические аспекты развития, культурные факторы и так далее.

## Военное дело
В военном деле зарубежных государств — оперативно-стратегическая единица, включающая от 1 000 000 до 3 000 000 человек.

## Административная территориальная единица в государствах

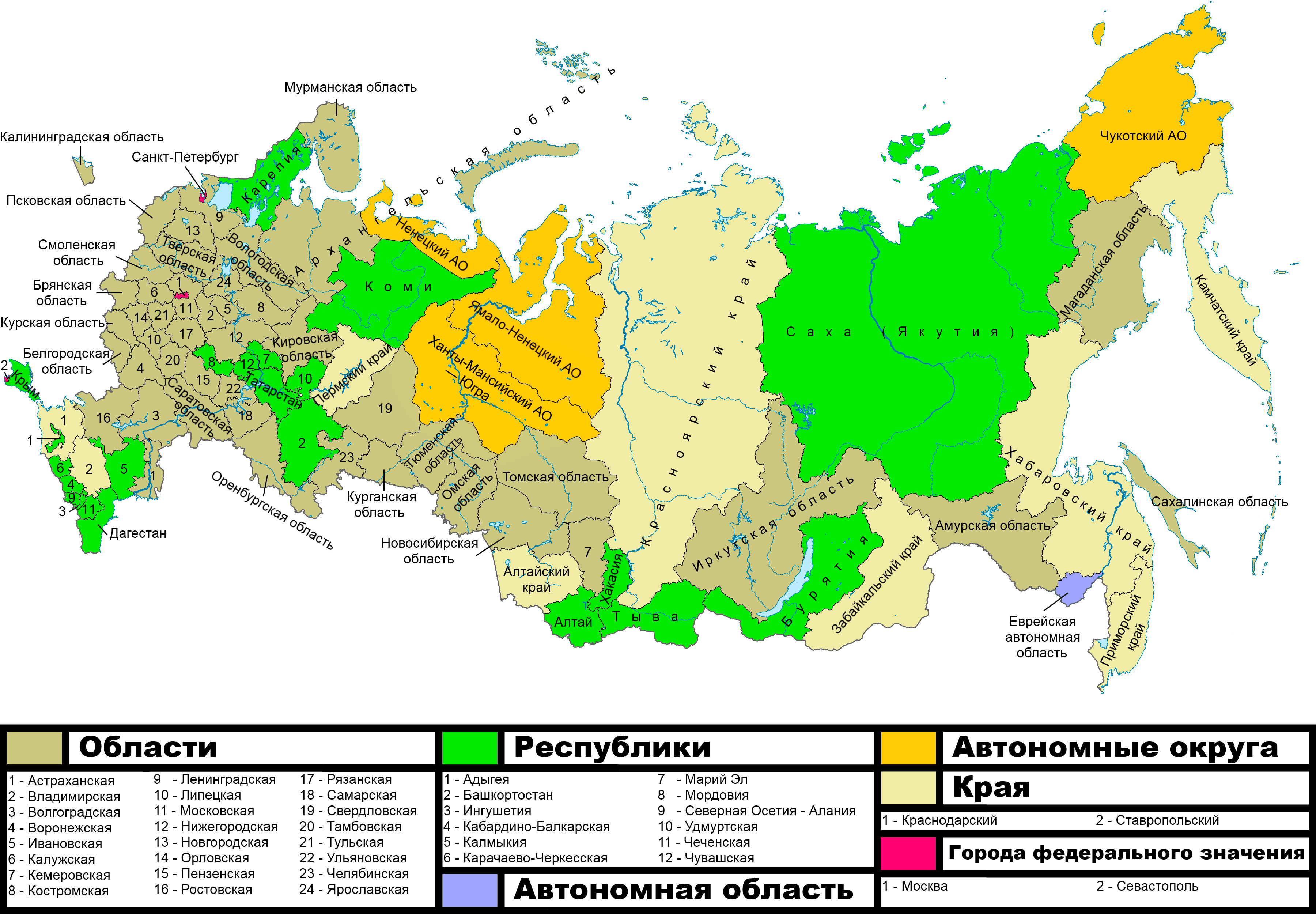
Регионы современной России.

- Регионы Англии
- Регионы Франции
- Регионы Бельгии
- Регионы Италии
- Регионы Чада
- Регионы Камеруна
- Регионы Республики Конго
- Регионы Кот-д’Ивуара
- Регионы Марокко
- Регионы Чили
- Регионы Ганы
- Регионы Гвинеи
- Регионы Гвинеи-Бисау
- Регионы Гайаны
- Регионы Венгрии
- Регионы Мадагаскара
- Регионы Мали
- Регионы Намибии
- Регионы Новой Зеландии
- Регионы Перу
- Регионы Сенегала
- Регионы Танзании
- Регионы Того
- Регионы Тринидад и Тобаго
- Регионы Филиппин
- Регионы Квебека

## Статистическая (планировочная) территориальная единица
- Регионы Исландии
- Регионы Македонии
- Регионы Мальты
- Регионы Сингапура

## Культурно-историческая территориальная единица
- Регионы Кореи
- Регионы Латвии
- Регионы Сербии

## Другие значения
В энергоснабжении России — территория, закреплённая за конкретной энергоснабжающей организацией, обязанной предоставлять тепло и электричество на этой территории.
Регионы мира (макрорегионы и субрегионы) определены Геосхемой мира, разработанной ООН.